# Boeing Starliner

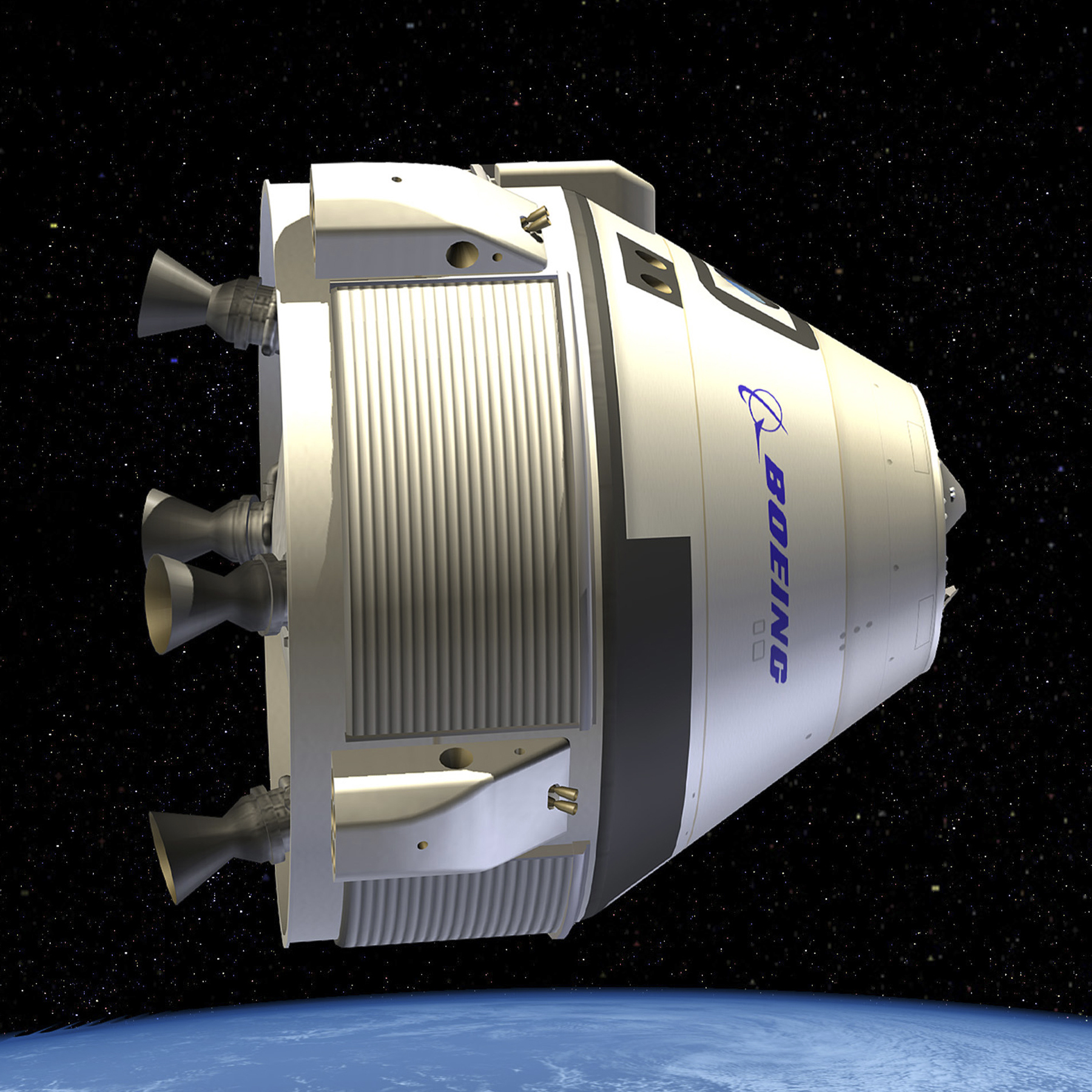
Illustratie van de Boeing CST-100 Starliner

De Boeing CST-100 Starliner is een herbruikbaar ruimteschip dat in december 2019 zijn eerste testvlucht maakte en vanaf 2024 bemande vluchten naar het ISS zou moeten gaan uitvoeren onder NASA's Commercial Crew-Contract. 
De Starliner biedt normaliter plaats aan vier en maximaal vijf astronauten en moet maximaal tweehonderdtien dagen aan het ISS gekoppeld kunnen blijven.

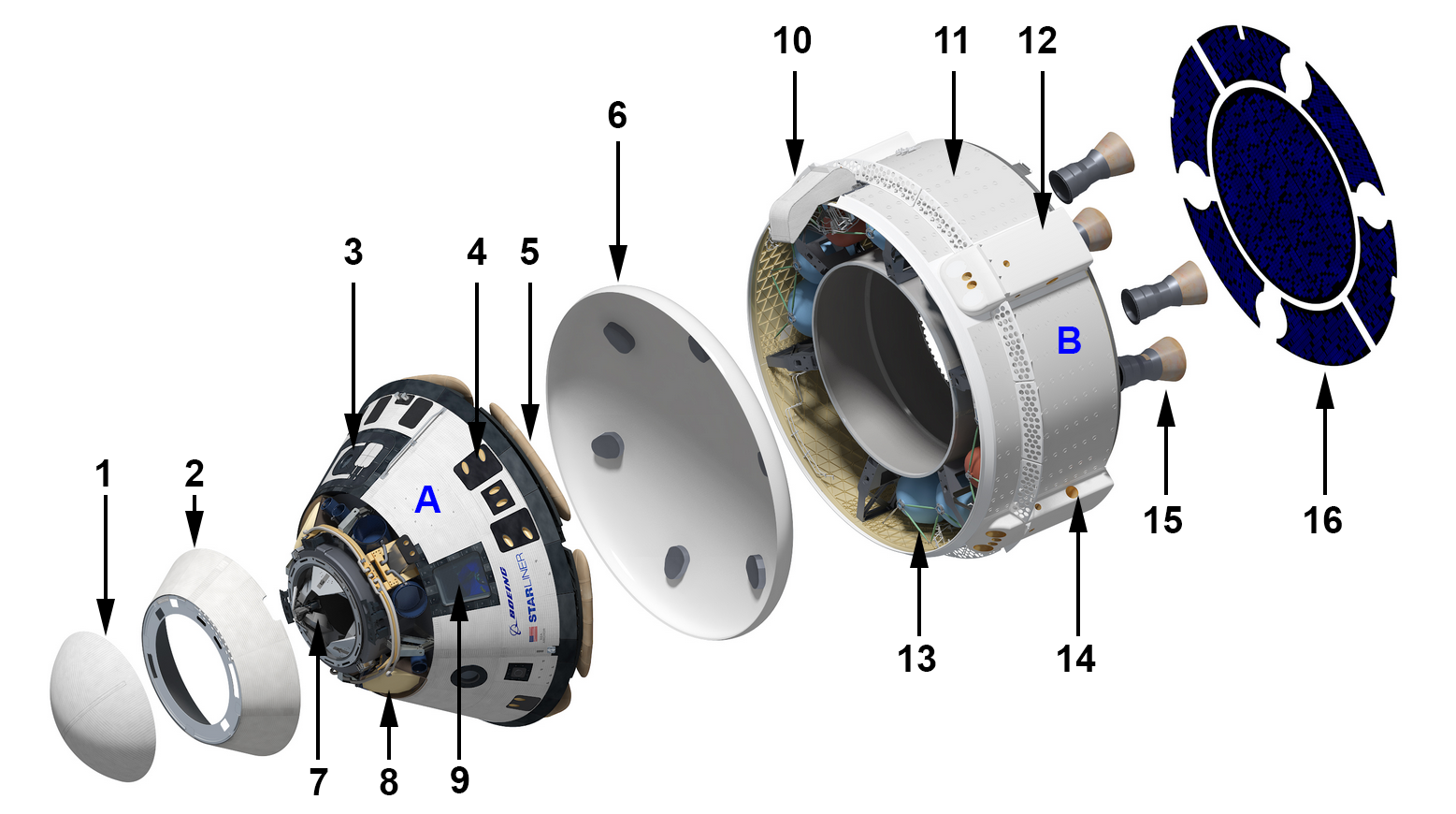
Capsule:
1: afwerpbare neuskap
2: afwerpbare beschermkap voor parachutes
3: toegangsluik (op aarde)
4: stuurmotoren
5: opblaasbare landingskussens
6: hitteschild
7: aankoppelingssysteem
8: parachutes
9: raam (drie in totaal)
Servicemodule:
10: verbindingsconnector tussen capsule en servicemodule
11: radiatoren
12: motoren om de servicemodule mee af te werpen
13: brandstoftanks
14: ophanging motoren
15: rs-88-hoofdmotoren/ontsnappingsmotoren
16: zonnepanelen

De Starliner heeft dezelfde conische vorm als de kleinere Apollo Command Module en het iets grotere Orion-ruimteschip. Anders dan die twee ruimteschepen zal de Starliner niet in zee maar op land landen. Ook duidelijk anders is dat de ontsnappingsmotoren niet in een "escape tower" boven op de capsule zitten gemonteerd, maar als vier "pusher"-motoren (type RS-88) in de servicemodule onder de capsule zitten. Starliner-capsules zouden geschikt moeten zijn om tien keer te worden hergebruikt.

## Ontwikkeling en ontwerp

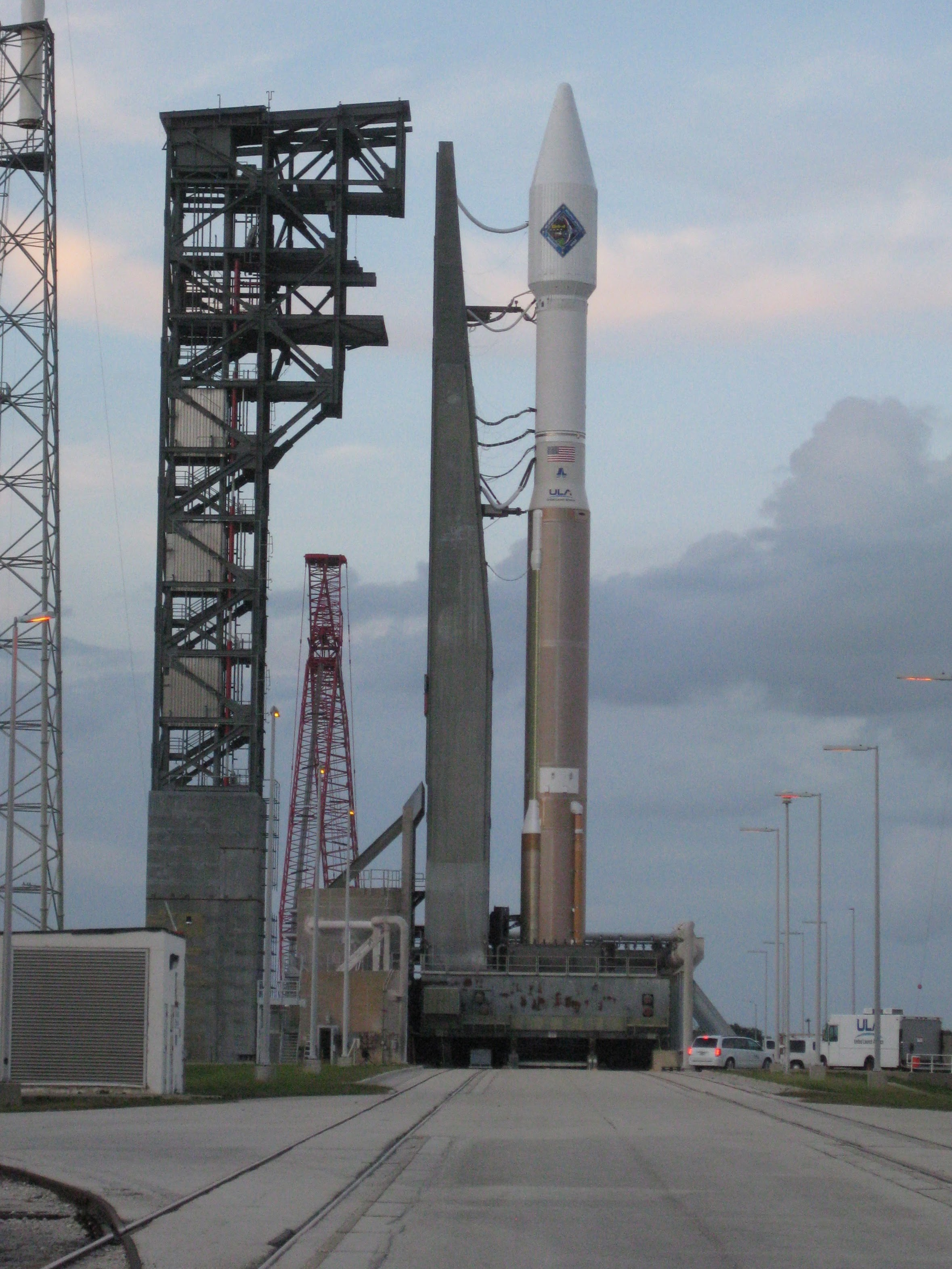
Op de lanceerplaats CCAFS SLC-41 van de Atlas V-Starliner was eind 2015 de constructie van de toegangstoren voor ruimtevaarders in volle gang.

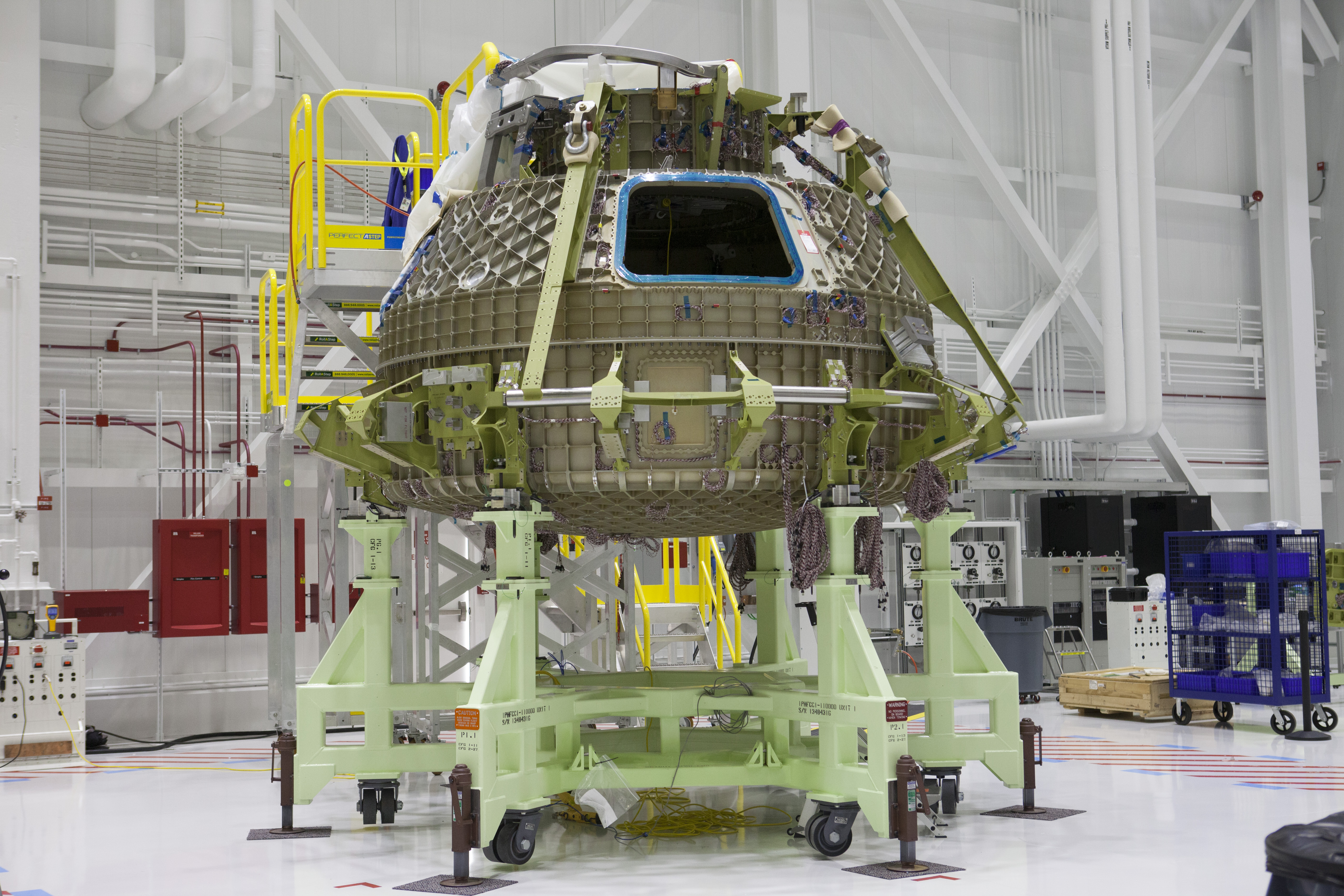
Een testversie van de drukcabine in werkplaats C3PF.

De Starliner werd vanaf 2010 door Boeing in samenwerking met Bigelow Aerospace ontwikkeld onder het Commercial Crew Development-contract (CCdev) en had volgens de toenmalige planning al in 2015 operationeel moeten kunnen zijn. Aanvankelijk was de naam van het ruimteschip CST-100 (CST staat voor "Crew Space Transporter"). 
In september 2014 kreeg Boeing samen met SpaceX een Commercial Crew-contract toegewezen om hun ruimteschip definitief te bouwen en te testen. In september 2015 kreeg het ruimteschip de naam Starliner. De nieuwe naam werd gepresenteerd tijdens een ceremonie waarmee Boeing de voormalige Orbiter Processing Facility 3, een voormalige spaceshuttlehangar op het Kennedy Space Center, in gebruik nam als bouw- en onderhoudswerkplaats voor de CST-100. Hangar OPF3 is omgedoopt tot "Commercial Crew and Cargo Processing Facility", afgekort "C3PF".
In november 2015 is aangevangen met de bouw van een toegangstoren voor bemanningen op Cape Canaverals lanceercomplex 41 vanwaar ULA de Atlas V lanceert. Vanaf oktober 2016 werden parachute drop-tests uitgevoerd waarmee de landingssystemen werden getest. Een pad abort-test werd op 4 november 2019 uitgevoerd. In december 2019 werd ook de eerste onbemande, orbitale testvlucht naar het ISS uitgevoerd. In 2022 moet dan de eerste bemande testvlucht naar het ISS plaatsvinden waarna de Starliner volledig door NASA gecertificeerd zou moeten worden voor reguliere commerciële vluchten naar het ISS. De eerste bemande vlucht van de Starliner was (net als bij concurrent SpaceX) drie jaar vertraagd op het aanvankelijke schema wat de eerste vluchten in 2017 voorzag toen een mislukte onbemande testvlucht en technische problemen bij de vervangende testvlucht nog verdere vertraging tot 2022 veroorzaakten.

### Bedieningspaneel
Opvallend is dat Boeing voor het bedieningspaneel een andere benadering heeft gekozen dan SpaceX. In de SpaceX Crew Dragon bestaat de bedieningsconsole uit drie touchscreens en terwijl Boeing heeft gekozen voor een paneel met veelal fysieke knoppen, een scherm en een joystick. Dit doet sterk denken aan de bedieningspanelen in moderne vliegtuigen. Boeing heeft het aantal knoppen teruggebracht tot dat wat ze noodzakelijk achten. Normaliter zou het bedieningspaneel nauwelijks hoeven worden aangeraakt omdat de Starliner is voorgeprogrammeerd en autonoom zijn taken kan uitvoeren. Mocht dit echter nodig zijn dan kan de gezagvoerder ingrijpen en de besturing overnemen. Boven het bedieningspaneel zit het grootste raam van de capsule waardoor de gezagvoerder kan zien hoe hij het ruimteschip positioneert voor een koppeling.

### Ruimtepak
Op 26 januari 2017 presenteerde Boeing het drukpak dat ruimtevaarders tijdens de kritieke momenten van de vlucht (lancering, koppeling en landing) zullen dragen. Het Boeing-ruimtepak is ontworpen om veel comfortabeler en lichter te zijn dan de ruimtepakken van het spaceshuttleprogramma en het Apollo-programma. Zo heeft dit pak bijvoorbeeld geen helm met koppelring, maar een dichtritsbare, luchtdichte capuchon met vizier. Verder sluit het nauwer om het lichaam, is de bewegingsvrijheid enorm verbeterd ten opzichte van eerdere ruimtepakken en is externe koeling minder noodzakelijk doordat het materiaal van het pak de warmte beter afvoert. Ook zijn de handschoenen compatibel met vrijwel alle touchscreens waaronder uiteraard ook die van het ruimteschip zelf.

### Vertraging
Aanvankelijk stond de eerste bemande vlucht in 2017 gepland. Door een te optimistisch tijdschema en technische tegenslag is die vlucht naar 2022 vertraagd.
De vertragingen ontstonden onder meer nadat de Starliner-Atlas-V-combinatie met akoestische problemen als gevolg van aerodynamica bleek te kampen. Ook bleek de massa van de Starliner groter dan de beoogde Atlas-V-configuratie toestaat. De akoestische problemen zijn verholpen door een langere metalen rok (aeroskirt) onder Starliner te plaatsen (deze rok steekt dus over de top van de Centaur-trap heen). Voor het probleem met massaoverschrijding werd overwogen een derde solid rocket-motor aan de Atlas V toe te voegen voor extra kracht. Uiteindelijk kreeg Boeing de massa door aanpassingen in het ontwerp weer op het juiste niveau en zijn twee SRM's genoeg. Ook een explosie tijdens een test van de ontsnappingsmotoren in 2018 droeg bij aan de vertragingen.
NASA had om vertragingen op te vangen in april 2018 de mogelijkheid ingebouwd om de “Crewed Flight Test” die in de originele plannen 14 dagen zou duren, tot zes maanden te verlengen. Hierdoor zou de bemanning een volledige ISS-expeditie kunnen uitvoeren waardoor geen extra Sojoez-vlucht hoeft te worden geboekt. Er zou dan mogelijk ook een extra bemanningslid worden toegevoegd. Doordat de Crew Dragon van concurrent SpaceX eerder gereed was is de bemande testvlucht van dat bedrijf tot enkele maanden verlengd. Sinds november 2021 is de Crew Dragon operationeel en is een verlenging van de bemande testvlucht van de Starliner overbodig geworden.
Eind 2019 mislukte een groot deel van de onbemande eerste testvlucht waardoor veel vertraging ontstond omdat de oorzaak moest worden gevonden en opgelost. De vervangende onbemande testvlucht die daarop werd geïnitieerd liep in de dagen voor de geplande lancering in juli/augustus 2021 aan tegen technische problemen met verkleefde brandstofkleppen en een onbekende oorzaak daarvan. Hierdoor werd die vlucht tot zeker 2022 vertraagd. De bemande testvlucht en de eerste missionaire vlucht liepen daardoor zoveel vertraging op dat NASA in oktober 2021 besloot twee van de astronauten van die vluchten naar een SpaceX-vlucht om te boeken. Door alle vertraging viel de ontwikkeling van de Starliner 700 miljoen dollar duurder uit dan aanvankelijk begroot. Omdat met een vasteprijs-contract werd gewerkt waren die extra kosten volledig voor het risico van Boeing.

## Testvluchten
Voor Boeing reguliere vluchten mag uitvoeren moet het bedrijf eerst drie testvluchten voltooien. Dat zijn een Pad Abort Test, een onbemande vlucht naar het ISS, en een bemande vlucht naar het ISS.
Voor de eerste twee bemande vluchten werden tijdens een Commercial Crew-event op 3 augustus 2018 in het Lyndon B. Johnson Space Center de bemanningsleden bekendgemaakt. Door de vertraging bij de ontwikkeling zou uiteindelijk een andere bemanningssamenstelling worden geselecteerd.

### Pad Abort Test
Tijdens de Pad Abort Test moest bewezen worden dat ontsnappingsmotoren over genoeg kracht beschikken om vanuit een statische situatie de capsule snel genoeg te laten wegvliegen en versnellen om op voldoende afstand van een exploderende raket te komen. De Pad Abort-test was op 4 november 2019 om 14:15 UTC op de White Sands Missile Range. Op verzoek van NASA’s directeur Jim Bridenstine werd deze gelivestreamd en uitgezonden op NASA-TV. Opvallend was dat een van de drie landingsparachutes niet werd ontplooid. Een paar dagen later gaf Boeing te kennen dat de kleine parachute die de bewuste landingsparachute moest lostrekken, niet goed gezekerd was aan die hoofdparachute. Een zekeringspin zou niet goed vast hebben gezeten. Boeing zei hier voortaan extra op te zullen controleren. Een positieve bijkomstigheid van deze fout was dat de parachutes zich met “one out” bewezen terwijl ze 30 procent zwaarder belast werden doordat de servicemodule tijdens de abort-sequentie pas na het ontplooien wordt afgekoppeld.

### Orbital Flight Test: een problematische vlucht
Boe-OFT oftewel Boeing Orbital Flight Test moest een negen dagen durende full-up onbemande testvlucht worden waarbij alle systemen zich zouden bewijzen en de Starliner zelfstandig zou aanmeren bij het ISS. De lancering was op 20 december 2019. Door een systeemfout (de systeemklok liep elf uur achter waardoor de timing van het systeem niet klopte), mislukte de Orbit Insertion Burn en kon de Starliner het ISS niet bereiken. De vlucht werd daarom ingekort tot twee dagen en moet als deels mislukt worden gezien. 
In januari 2020 bleken er ook zorgen te zijn over de stuurmotoren van de Starliner. Die zouden niet allemaal naar behoren hebben gewerkt. In februari werd door NASA’s Aerospace Safety Advisory Panel een tweede softwarefout gemeld die catastrofaal had kunnen uitpakken. Dit leidde tot een oproep de totstandkoming van de software te onderzoeken. De bewuste fout die tot het ongecontroleerd vuren van de motoren had kunnen leiden werd tijdens de vlucht ontdekt en gecorrigeerd. Mogelijk moet de vlucht herhaald worden. Dat zou Boeing 410 miljoen dollar kosten. Ook bleek Boeing een integrale software-hardware-test waarbij alle besturingssystemen met een daadwerkelijke draagraket worden getest niet te hebben uitgevoerd.
Op 6 maart 2020 had Boeing 49 tekortkomingen in hun testprocedures ontdekt en naar aanleiding van de problemen 61 correcties doorgevoerd. Deze zijn niet alleen technisch van aard maar kunnen bijvoorbeeld ook in controleprocedures of de communicatie tussen afdelingen zitten. Ook NASA startte een eigen onderzoek waarin zowel de gang van zaken bij Boeing als hun eigen rol wordt onderzocht. Naar aanleiding van de ontdekte tekortkomingen meldde Boeing op 6 april 2020 dat ze de vlucht over zullen doen. Op 18 januari 2021 maakte Boeing bekend dat de software van de Starliner door de herkeuring was gekomen.

### Orbital Flight Test 2
Boe-OFT 2 is de tweede orbitale testvlucht die werd geïnitieerd naar aanleiding van de problemen tijdens de eerste orbitale testvlucht. De vlucht wordt op kosten van Boeing uitgevoerd en Boeing is voornemens alle doelen van Boe-OFT alsnog te behalen voordat tot een bemande testvlucht kan worden overgegaan. De vlucht wordt met de tweede voltooide Starliner uitgevoerd. De vlucht die aanvankelijk op 3 augustus 2021 moest worden gelanceerd werd voorlopig uitgesteld toen er technische mankementen in dertien niet openende brandstofkleppen in de servicemodule ontstonden die gemakkelijk te repareren waren, maar waarvan de oorzaak nog niet duidelijk was. De vlucht liep hierdoor bijna 10 maanden vertraging op. De lancering was op 19 mei 2022 om 22:54 UTC en verliep vlekkeloos. De orbitale insertiestoot bereikte zijn doel, maar verliep niet vlekkeloos; twee OMAC-stuwers vielen uit.
Door de opgelopen vertragingen van OFT-1 en OFT-2 liep Boeing boekingen van extra Commercial Crew-vluchten mis. Concurrent SpaceX sleepte op 28 februari 2022 en 2 juni 2022 in totaal negen extra vluchten in de wacht. NASA boekt pas extra Starlinervluchten als de Starliner volledig is gecertificeerd. Het is echter onwaarschijnlijk dat extra Starliners nog naar het ISS zullen gaan omdat NASA volgens de planning alle bemande vluchten tot aan de buitengebruikstelling van dat ruimtestation reeds heeft geboekt.

### Crewed Flight Test
De Boe-CFT oftewel Boeing Crew Flight Test is een bemande testvlucht naar het ISS. De lancering werd in 2022 verwacht maar is vertraagd. Na twee uitgestelde lanceerpogingen werd op 5 juni 2024 een nieuwe lanceerpoging ondernomen die succes was. Voor de lancering werd al kleine helium lek geconstateerd. Onderweg naar het ISS ondervond de Starliner problemen met meerdere stuwraketten van de voortstuwing en besturing die uitvielen. Ook ontstonden er meer helium lekkages. Op 6 juni om 17:36 UTC koppelde Starliner Calypso, meer dan een uur later dan gepland, aan bij het ISS. Om de problemen te onderzoeken werd het verblijf in het ISS dat acht dagen moest duren uiteindelijk verlengd tot uiteindelijk drie maanden. Als voorzorgsmaatregel werd de terugreis onbemand uitgevoerd en zal de bemanning pas in uit het ISS 2025 terugkeren met een Crew Dragon van de concurrent. De terugreis en landing van de Starliner verliepen op 6 en 7 september 2024 uiteindelijk zonder verdere problemen.

## Reguliere vluchten
Onder het Commercial Crew-programma kregen beide contractanten in eerste aanleg ieder zes vluchten toegewezen. Door de vertraagde gereedkoming van de Starliner misliep Boeing de boeking van extra vluchten naar het ISS. Wel lijkt het erop dat de Starliner de ruimtetaxi naar het in 2021 door Jeff Bezos geïnitieerde commerciële ruimtestation Orbital Reef gaat worden.

### Starliner-1
CTS-1, bekender als Starliner-1, is de eerste missionaire vlucht van de Starliner. Deze zal worden uitgevoerd met Starliner nr. 2. De oorspronkelijk ingeplande bemanningsleden werden door de vertragingen omgeboekt naar andere vluchten. Het zou aanvankelijk de eerste of tweede vlucht van het Commercial Crew-programma zijn maar lijkt anno juni 2022 de zesde of zevende vlucht te worden.

## Draagraketten
De Starliner is geschikt om te worden gelanceerd op de draagraketten Delta IV, Atlas V, Falcon 9 en de in ontwikkeling zijnde Vulcan. De eerste keus is de Atlas V van United Launch Alliance (waarin Boeing een belang van 50% heeft). Wanneer de Vulcan (die in 2024 zijn eerste vlucht maakte) zich als opvolger voldoende heeft bewezen zal deze mogelijk die rol overnemen. Er zijn echter anno mei 2024 nog geen extra Starliner-vluchten geboekt en alle resterende Commercial Crew-vluchten tot het einde van het ISS zijn reeds aan de Commercial Crew-partners toegewezen. 
De Atlas-V-configuratie die zal worden gebruikt is een Atlas-booster met twee toegevoegde vastebrandstofmotoren en de tweede trap is een Centaur die twee RL-10-motoren heeft, de N22-configuratie. Het is voor het eerst dat een tweemotorige Centaur in een Atlas-V-configuratie wordt toegepast. Na zes missionaire vluchten zullen er geen Atlas V-raketten meer beschikbaar zijn voor de Starliner. De Vulcan is anno 2022 echter nog niet aangepast voor bemande vluchten en er ligt ook nog geen concrete aanvraag om de Vulcan daarvoor aan te passen en te keuren.
De draagraket brengt de Starliner net niet tot orbitale snelheid. Het laatste zetje wordt door de motoren van de servicemodule gegeven. De reden daarvoor is dat de Starliner bij eventueel weigeren van de RS-88-motoren of een ander probleem dan op passieve wijze in de atmosfeer kan terugkeren en voor de kust van Australië in zee kan landen.

## Gebouwde Starliners
| Volgnummer | Naam    | Uitleg naam                    | Datum eerste lancering | Vluchten                              | Status     |
| ---------- | ------- | ------------------------------ | ---------------------- | ------------------------------------- | ---------- |
| 1          | Calypso | eerbetoon aan Jacques Cousteau | 20 december 2019       | 1. Boe-OFT 2. Boe-CFT (gepland)       | In gebruik |
| 2          | -       | -                              | -                      | 1. Boe-OFT 2 2. Starliner-1 (gepland) | In gebruik |

## Commercial Resupply Services 2
Voor het tweede Commercial Resupply Services-contract van NASA, waarbij commerciële partijen de bevoorrading van het ISS van 2019 tot en met 2024 uitvoeren, had Boeing een vrachtversie van de CST-100 voorgesteld. Op 14 januari 2016 verkregen echter SpaceX, Orbital ATK (nu Northrop Grumman) en Sierra Nevada Corporation het contract en had Boeing het nakijken.

## Trivia
- De Starliner is zwaarder dan elke andere vracht die ooit op een Atlasraket is gelanceerd.[11]
- Astrovan II is de naam van een aangepaste Airstream-camper die de bemanning van het Kennedy Space Center naar SLC-41 vervoert. Eerder gebruikte NASA een Airstream-camper voor vervoer van astronauten naar de lanceercomplexen die Astrovan heet.